# Huig Hofman
Eugenius Maria Herman (Huig) Hofman (Antwerpen, 2 maart 1901 – aldaar, 8 mei 1980) was een Belgisch specialist op het gebied van volksdansen.
Hij was zoon van handelsreiziger Hermanus Antonius Maria Hofman en Rosalia Henrica Martina Van den Eijnde.
Zijn opleiding wees echter een andere richting op; hij rondde in 1920 de Stedelijke Rijksnormaalschool in Antwerpen af. In het vervolg daarop werd hij eerst onderwijzer en per 1948 directeur binnen het Stedelijk Onderwijs aldaar. Al voor 1927 ontwikkelde hij zich binnen zijn hobby de volkdans (beoefening, studie en verspreiding) en huismuziek. Hij richtte in 1932 De Vedelaar op, een dansgezelschap gespecialiseerd in volksdans, daarna volgden VIVO (1935, Vlaams Instituut voor Volkslied en Volksdans) en VDCV (1938, Volksdans Centrale voor Vlaanderen), waarvan hij tot 1975 voorzitter was. Hij benoemde daartoe drie pijlers Bewegingsvreugde, Schoonheidsaanvoelen en Gemeenschapszin. Voorts was hij betrokken bij de Belgische Jeugdherbergcentrale (voorzitter van 1945 tot 1955), Jeugdgemeenschap voor Kunstbeleven (voorzitter) en Koninklijke Belgische Commissie voor Volkskunde (lid 1957-1980). Hij was in de jaren zestig tevens werkzaam in de Verenigde Staten.
Hij schreef talloze volksdansbundels en enkele handleidingen zoals Dansend Volkje (1968), De Dansdeel (1951), De Danssleutel (1982) en het meerdelige  Gezellig Dansen Boekje (alle bij Volksdanscentrale). Hij heeft voorts een aantal opnamen voor het Folkraft platenlabel geleid, al dan niet met zijn Orkest van de Volksdanscentrale. Folkraft gaf ook dansinstructie uit.